# Bithiodes inexactata
Bithiodes inexactata är en fjärilsart som beskrevs av W. Warren 1894. Bithiodes inexactata ingår i släktet Bithiodes och familjen mätare. Inga underarter finns listade i Catalogue of Life.